# Кумаравішну I
Кумаравішну I (там. முதலாம் குமாரவிட்ணு) — володар Паллавів.

## Життэпис
Ймовірно, син Сканда-вармана I. Посів трон після батька. Можливо його співправителем був стриєчний брат Ашока-варман (за іншою версією лише намісником з широкими правами). Період панування є дискусійним: раніше розглядалися 167—200 роки. Втім більш імовірними є 250—300, 300—350 або 355—370 роки. Дві останні дати є найбільш правдоподібними з огляду на згадку, що Кумаравішну I панував після Вішнугопа I, завершення періоду правління якого приходить на середину IV ст.
Відомий насамперед тим, що завдав поразки Раннім Чола, що призвело до їх занепаду. Також, можливо, першим з Паллавів призначив сина Сканда-вармана II своїм співволодарем.